# IMP3
IMP3 (англ. IMP3, U3 small nucleolar ribonucleoprotein) – білок, який кодується однойменним геном, розташованим у людей на короткому плечі 15-ї хромосоми. Довжина поліпептидного ланцюга білка становить 184 амінокислот, а молекулярна маса — 21 850.
| 10         |  | 20         |  | 30         |  | 40         |  | 50         |
| ---------- |  | ---------- |  | ---------- |  | ---------- |  | ---------- |
| MVRKLKFHEQ |  | KLLKQVDFLN |  | WEVTDHNLHE |  | LRVLRRYRLQ |  | RREDYTRYNQ |
| LSRAVRELAR |  | RLRDLPERDQ |  | FRVRASAALL |  | DKLYALGLVP |  | TRGSLELCDF |
| VTASSFCRRR |  | LPTVLLKLRM |  | AQHLQAAVAF |  | VEQGHVRVGP |  | DVVTDPAFLV |
| TRSMEDFVTW |  | VDSSKIKRHV |  | LEYNEERDDF |  | DLEA       |  |            |

A: Аланін

C: Цистеїн

D: Аспарагінова кислота

E: Глутамінова кислота

F: Фенілаланін

G: Гліцин

H: Гістидин

I: Ізолейцин

K: Лізин

L: Лейцин

M: Метіонін

N: Аспарагін

P: Пролін

Q: Глутамін

R: Аргінін

S: Серин

T: Треонін

V: Валін

W: Триптофан

Кодований геном білок за функцією належить до рибонуклеопротеїнів. 
Задіяний у таких біологічних процесах, як процесмнг рРНК, біогенез рибосом. 
Білок має сайт для зв'язування з РНК, рРНК. 
Локалізований у ядрі.